# 小行星111468
小行星111468（111468 Alba Regia）是一颗绕太阳运转的小行星，为主小行星带小行星。该小行星于2001年12月20日发现。
該小行星以匈牙利塞克什白堡的羅馬名字「白色區域」（Alba Regia）命名。

## 轨道参数
小行星111468的轨道半长轴为451 197 250 km，3.0160244 UA，离心率为0.185。